# Antoni Marczyński
Antoni Stanisław Marczyński (ur. 1 czerwca 1899 w Poznaniu, zm. 17 listopada 1968 w Nowym Jorku) – polski pisarz i prawnik, doktor nauk prawnych.

## Życiorys
Był synem Romana i Heleny z Gustowskich. Ożeniony z Marią Łasińską. Ukończył Zakład Naukowo-Wychowawczy Ojców Jezuitów w Chyrowie w roku 1917, następnie studia na Wydziale Prawa Uniwersytetu Jagiellońskiego. W 1924 r. uzyskał doktorat. Uczestnik obrony Lwowa w roku 1918. Ochotnik Wojska Polskiego w roku 1920. Pracował w przemyśle i bankowości, a od 1938 przebywał w Stanach Zjednoczonych, gdzie był redaktorem czasopism „Osa”, „Jedność-Polonia”, „Czas”, „Przewodnik Katolicki”.
Autor kilkuset nowel, humoresek, felietonów, kilkudziesięciu scenariuszy, z czego 5 zrealizowano, oraz 41 powieści kryminalnych, m.in. Czarci Jar, Pieczeń z Antylopy, Gaz 303, Przygoda w Biarritz, Zegar Śmierci, Perła Szanghaju, Niewolnice z Long Island, Przeklęty statek i Czarny ląd. Wszystkie jego utwory objęte były w 1951 roku zapisem cenzury w Polsce, podlegały natychmiastowemu wycofaniu z bibliotek.
Jego przyrodnim bratem był Adam Marczyński, artysta malarz.

## Twórczość
Spis powieści i opowiadań (> ciąg dalszy; o ile nie zaznaczono inaczej, pierwsza z dwóch dat dotyczy publikacji w gazetach, pojedyncza data dotyczy publikacji książkowej)
1. Czarna Pani (1926/1928)
2. Rok 1947 (1926/1928)
3. Siostra Carmen (1926/1930)
4. W podziemiach Kartaginy (1926/1928)
5. Książę WA-Tunga (1927/1929) > 15
6. Perła Szanghaju (1927/1928)
7. Świat w płomieniach (1927/1928)
8. Wyspa nieznana 1-3 (1927/1928-29) cz. I "Olbrzymy", cz. II "Mścicielka", cz. III "Królowa Othe"
9. Aloha (1928/1929)
10. Missisipi (1928/1929) > 14
11. Niewolnice z Long Island (1928/1929) > 16
12. Pieczeń z antylopy (1928) Opowiadania, m.in. "Mr J. Smith zabił człowieka", "Biały jacht"
13. Upiory Atlantyku (1928/1929) > 21
14. Dolores de Monasterio (1929)
15. Ostatnia tragedia (1929)
16. Przeklęty statek (1929) > 19
17. Straszna noc (1929/1930)
18. Biała trucizna (1930/1931)
19. Czarny ląd (1930)
20. Gdy bestia budzi się (1930)
21. Lot nad oceanem (1930)
22. Szlakiem hańby (1930) = Kobiety nad przepaścią
23. Cztery "R" (1931, tylko w gazecie)
24. "Gaz 303" (1931/1932)
25. Nowa Atlantyda (1931/1932)
26. Czarci Jar (1932)
27. Miłość szejka (1932)
28. Byczy sen (1933) Humoreski
29. Władczyni podziemi (1933)
30. Jutro (1934)
31. Kaprys gwiazdy filmowej (1934/1935)
32. Przygoda w Biarritz (1934) > 35
33. Strzał o świcie (1934/1934)
34. Szpieg w masce (1934)
35. Ulubieniec seniorit (1934) > 36
36. Zegar śmierci (1934)
37. Iperyt zwycięzca (1935/1936) = Abisyńska Mata Hari
38. Radża Bahadur Pagan (1935/1937) > 48
39. Tajemnice władców Abisynii (1935/1936) > 37
40. W dżunglach Birmy (1935/1936) > 44
41. Pieniądze zdobyć łatwo, ale... (1936)
42. Przecudna podróż (1936) Opowiadanie
43. Bezgłośny piorun (1937)
44. Cenna biała krew (1937)
45. Krwawy taniec hiszpański (1937) Opowiadania
46. Jedna szalona noc (1938) Opowiadania, m.in. "Piranie lubią zapach krwi"
47. Skarb Garimpeira (1938) = Zaginione miasto
48. Pokolenie Kaina (< 1938) = Zemsta Angeliny
49. Serce matki (< 1938)
50. Życie na wulkanie (1938)
51. Syjon podminowany (1939)
52. Zemsta Hiszpana (1939/1939) Opowiadanie
53. Największa sensacja w dziejach Sleepyville (1947, tylko w gazecie)
54. Burza nad Nowym Jorkiem (1957/1991)
55. Kłopoty ze spadkiem (1957/1958) = 33
56. Dwunasty telewizor (1958/1959)
57. Tam gdzie szalał KKK (1959, tylko w gazecie)
58. Pokusy (1960, tylko w gazecie)
59. Krętą drogą do Hollywood (1957, nie wydana)